# 中国共産党第十三期中央委員会第四回全体会議
中国共産党第十三期中央委員会第四回全体会議（ちゅうごくきょうさんとうだい13きちゅうおういいんかいだい4かいぜんたいかいぎ）は、1989年6月23日、6月24日の2日間に北京で開催された中国共産党中央委員会の会議。略称は第13期4中全会。この会議では第二次天安門事件の総括が行われ、趙紫陽を正式に中央委員会総書記から解任し、江沢民が後継の総書記に選出された。

## 開催まで
胡耀邦の失脚によって総書記に就任した後、保守派の標的となっていた趙紫陽は、胡の死後に発生した学生達のデモに対する対応を巡り、李鵬や保守派の長老と激しく対立した。趙は北京市における戒厳令布告に反対し、戒厳令を決定した5月17日の党中央政治局常務委員会において、総書記の辞職を申し出た。そして、5月19日午後10時より開催された戒厳令を正式布告する会議を欠席し、趙の総書記解任が決定的となった。趙は5月19日未明に天安門広場で学生たちを見舞ってからは公式の場に姿を現さなくなった。
当時の最高指導者である鄧小平は、胡耀邦・趙紫陽と、自身が総書記に推薦した人間が連続して「問題を起こした」とあって、次の総書記人事を主導することはできなかった。そのため、陳雲・李先念が推した江沢民を総書記とすることが八大元老の会議で決定された。江沢民は5月31日に北京の鄧小平を訪れ、総書記就任を打診されたが、「中央委員会で正式に選出されるまでは総書記の肩書きでは動けない」と主張した。このため、江は公の場に出ずに、李鵬とともに4中全会の準備を担うことになった。

## 内容
国務院総理（首相）・党中央政治局常務委員の李鵬が中央政治局を代表して「趙紫陽同志の反党反社会主義の動乱において犯した過ちに関する報告」を行い、同じく戒厳令に賛成した李錫銘・北京市党委書記、陳希同・北京市長らと共に「動乱を支持し、党を分裂させた」趙紫陽を厳しく断罪した。5月に訪中したゴルバチョフ・ソ連共産党書記長に、第13期1中全会の決議により鄧小平に重要案件の決定権があると明かしたことや、5月19日未明に天安門広場で涙ながらにハンストの中止を訴えたことが党の分裂を示唆したとして罪状に挙げられた。
趙紫陽は、党規約第1章第4条が規定する「自身を処分する意見に対し弁明する権利」を行使し、「アジア開発銀行総会での講話で四・二六社説に言及しなかったことが党の分裂を目論む行為だというが、李鵬も同様の内容で講話を行っていること（李鵬は自ら同じ内容で講話を行うと趙紫陽に明言している）、動乱を支持したことは無く、件の講話が動乱を拡大したとは言いがたい」と反論した。この弁明は各省からの要望で配布されたが、まもなく回収された。
趙紫陽は党籍剥奪こそ免れたものの、党総書記、中央政治局常務委員、党中央軍事委員会第一副主席など一切の職務を解かれた。続く6月30日に開かれた第7期全人代常務委員会第8回会議では、国家中央軍事委員会第一副主席の職務も解かれている。趙紫陽に対する審査は1992年まで続き、第14回党大会の公式文書として「審査を終了し、当初の結論を支持する」とだけ発表され、最終報告はなされないでいる。
同会議では江沢民、宋平、李瑞環の3名が中央政治局常務委員に補選された。また、李瑞環と丁関根が中央書記処書記に任命された。一方、胡啓立が政治局常務委員、中央政治局委員、中央書記処書記の職務を、芮杏文と閻明復が中央書記処書記の職務をそれぞれ解かれ、趙紫陽を各方面から支えていた3人が全員失脚した。

## 新指導部
政治局常務委員
- 江沢民  総書記
- 李鵬    国務院総理
- 喬石    中央書記処第一書記
- 姚依林 国務院常務副総理
- 宋平
- 李瑞環　宣伝担当

中央書記処書記
- 喬石、李瑞環、丁関根、温家宝（候補書記）